# 야시키 유세이
야시키 유세이(일본어: 屋敷 優成, 2003년 10월 18일~)는 일본의 축구 선수이다.

## 구단 경력
2020년 J1리그의 오이타 트리니타에 입단하였다.

## 국가대표팀 경력
그는 2023년 FIFA U-20 월드컵에 참가할 일본 U-20 국가대표팀에 발탁되었으며, 1경기에 출전했다.